# ابوبکر سیلا (بازیکن فوتبال، زاده ۱۹۸۳)
ابوبکر سیلا (انگلیسی: Aboubacar Sylla؛ زادهٔ ۲۳ دسامبر ۱۹۸۳) بازیکن فوتبال اهل گینه بود.
وی همچنین در تیم ملی فوتبال گینه بازی کرده است.